# 山口瑞凤
山口瑞凤（日语：山口瑞鳳；1926年2月21日—2023年4月15日），石川县轮岛市人，东京大学毕业，日本的佛学者、藏学学者。

## 生平
1926年2月21日、山口瑞凤出生在石川县轮岛市。1953年，他从东京大学文学部印度文学系毕业。1964年，他从法国高等研究应用学院退学。1958年至1962年，他在法国国家科学研究中心做研究。1962年至1964年，他任职洛克菲勒基金会公费研究员。1964年至1970年，他出任东洋文库的专职研究员。同时是东京大学文学部副教授、教授。1986年，他从东京大学退休，出任名誉教授和名古屋大学文学部教授。1988年退任。
2023年4月15日，因肺炎病逝，享年97歲。

## 奖项
- 1972年，《西藏文化》，日本翻译文化奖
- 1984年，《吐蕃王国成立史研究》，日本学士院奖
- 1985年，东方学术奖
- 1988年，《西藏》，每日出版文化奖
- 1996年、勋三等瑞宝章[4]

## 著作

### 专著
- 《摩诃婆罗多》、清叶书房、1957年
- 《马尔克·奥莱尔·斯坦因的藏文文献解题目录》，2册，东洋文库, 1977年至1978年
- 《吐蕃王国成立史研究》，岩波书店，1983年
- 《西藏佛教和社会》，春秋社，1986年
- 《西藏》（上），东京大学出版会〈东洋丛书 3〉, 1987年，ISBN 4-13-013033-1。
- 《西藏》（下），东京大学出版会〈东洋丛书 4〉, 1988年，改订版2004年，ISBN 4-13-013049-8。
- 《西藏语文语文法》，春秋社，1998年
- 《“概说”西藏语文语文典》，春秋社，2002年
- 《“评说”藏传佛教哲学史》，岩波书店，2010年

### 译著和编著
- 《讲座敦煌6——敦煌胡语文献》，大东出版社，1985年
- 《多田等观——西藏大藏经生涯》，多田明子合編，春秋社，2005年